# Snowboard na Zimowej Uniwersjadzie 2009
Snowboard na Zimowej Uniwersjadzie 2009 odbył się w dniach 20–27 lutego 2009 na obiekcie w Mao’ershan koło Harbinu.
Do rozdania były medale w 7 konkurencjach.

## Terminarz
| Dyscyplina        | 17.02 | 18.02 | 19.02 | 20.02 | 21.02 | 22.02 | 23.02 | 24.02 | 25.02 | 26.02 | 27.02 | 28.02 |
| ----------------- | ----- | ----- | ----- | ----- | ----- | ----- | ----- | ----- | ----- | ----- | ----- | ----- |
| Mężczyźni         |       |       |       |       |       |       |       |       |       |       |       |       |
| Halfpipe          |       |       |       |       |       |       |       |       | ●     |       |       |       |
| Slalom równoległy |       |       |       |       |       |       | ●     |       |       |       |       |       |
| Snowboardcross    |       |       |       |       | ●     |       |       |       |       |       |       |       |
| Big Air           |       |       |       |       |       |       |       |       |       |       | ●     |       |
| Kobiety           |       |       |       |       |       |       |       |       |       |       |       |       |
| Halfpipe          |       |       |       |       |       |       |       |       | ●     |       |       |       |
| Slolom równoległy |       |       |       |       |       |       | ●     |       |       |       |       |       |
| Snowboardcross    |       |       |       |       | ●     |       |       |       |       |       |       |       |
| Medale złote      | –     | –     | –     | –     | 2     | –     | 2     | –     | 2     | –     | 1     | –     |

## Konkurencje
| - Halfpipe - Slalom równoległy - Snowboardcross - Big Air | - Halfpipe - Slalom równoległy - Snowboardcross |

## Obiekt
| Obiekt     | Miasto     | Funkcja           |
| Mao’ershan | Mao’ershan | Zawody i treningi |

## Medale
| Konkurencja       | Złoto             | Srebro            | Brąz               |
| Mężczyźni         |                   |                   |                    |
| Halfpipe          | Kazuhiro Kokubo   | Kim Ho-jun        | Zeng Xiaoye        |
| Slalom równoległy | Wiktor Kulikow    | Andreas Lausegger | Alex Deubl         |
| Snowboardcross    | Andreas Lausegger | Marcin Bocian     | Clemens Bolli      |
| Big Air           | Kazuhiro Kokubo   | Pekka Ruokanen    | Dmitrij Mindrul    |
| Kobiety           |                   |                   |                    |
| Halfpipe          | Liu Jiayu         | Sun Zhifeng       | Chen Xu            |
| Slalom równoległy | Anja Puggl        | Shohko Miyatake   | Karolina Sztokfisz |
| Snowboardcross    | Claire Chapotot   | Klára Koukalová   | Rafaella Brutto    |